# Вівер (Алабама)
Вівер (англ. Weaver) — місто (англ. city) в США, в окрузі Калгун штату Алабама. Населення — 3339 осіб (2020).

## Географія
Вівер розташований за координатами 33°45′45″ пн. ш. 85°48′47″ зх. д. / 33.76250° пн. ш. 85.81306° зх. д. (33.762580, -85.813078).  За даними Бюро перепису населення США в 2010 році місто мало площу 8,99 км², з яких 8,98 км² — суходіл та 0,01 км² — водойми.

## Демографія
Згідно з переписом 2010 року, у місті мешкало 3038 осіб у 1166 домогосподарствах у складі 852 родин. Густота населення становила 338 осіб/км².  Було 1307 помешкань (145/км²).
Расовий склад населення:
| - 81,4 % — білих - 13,6 % — чорних або афроамериканців - 1,1 % — азіатів - 0,7 % — корінних американців - 0,3 % — вихідців з тихоокеанських островів |

До двох чи більше рас належало 2,5 %. Частка іспаномовних становила 3,0 % від усіх жителів.
За віковим діапазоном населення розподілялося таким чином: 27,0 % — особи молодші 18 років, 61,5 % — особи у віці 18—64 років, 11,5 % — особи у віці 65 років та старші. Медіана віку мешканця становила 34,5 року. На 100 осіб жіночої статі у місті припадало 87,6 чоловіків;  на 100 жінок у віці від 18 років та старших — 81,9 чоловіків також старших 18 років.
Середній дохід на одне домашнє господарство  становив 52 021 долар США (медіана — 44 851), а середній дохід на одну сім'ю — 58 688 доларів (медіана — 51 694). Медіана доходів становила 40 529 доларів для чоловіків та 27 135 доларів для жінок. За межею бідності перебувало 5,7 % осіб, у тому числі 3,7 % дітей у віці до 18 років та 6,5 % осіб у віці 65 років та старших.
Цивільне працевлаштоване населення становило 1256 осіб. Основні галузі зайнятості: виробництво — 16,6 %, освіта, охорона здоров'я та соціальна допомога — 16,2 %, роздрібна торгівля — 12,9 %, публічна адміністрація — 12,6 %.